# Eero Somervuori
Eero Somervuori (* 7. Februar 1979 in Järvenpää) ist ein ehemaliger finnischer Eishockeyspieler, der in der finnischen Liiga vor allem für Jokerit Helsinki, HPK Hämeenlinna und Helsingfors IFK sowie in der schwedischen Elitserien für Färjestad BK und Brynäs IF aktiv war. Zu seinen größten Erfolgen zählen die finnischen Meistertitel mit Jokerit und  Kärpät Oulu, die schwedischer Meisterschaft mit Färjestad BK sowie der Gewinn der Goldmedaille bei der Junioren-Weltmeisterschaft 1998.

## Karriere
Eero Somervuori stammt aus dem Nachwuchs des finnischen Erstligisten Jokerit, für den er die Jugendmannschaften durchlief und 1995/96 sein Debüt in der SM-liiga gab. Er wurde beim NHL Entry Draft 1997 von den Tampa Bay Lightning in der siebten Runde an 170. Stelle ausgewählt, spielte bisher aber nie in der NHL. Stattdessen blieb er seinem Heimatverein bis 2000 treu und spielte in über 180 Erstliga-Partien für Jokerit, außerdem mehrfach in der European Hockey League.
Danach spielte er für drei Jahre beim HPK Hämeenlinna, wo er sich zum Topscorer entwickelte. Die Saison 2003/04 verbrachte er erstmals nicht in Finnland, sondern bei den Hamilton Bulldogs in der American Hockey League. Doch schon ein Jahr später wechselte er zurück in die SM-liiga zu Oulun Kärpät, für die in 68 Spielen 45 Scorerpunkte erzielte. Im Sommer 2005 wurde Eero Somervuori dann vom HC Ambrì-Piotta verpflichtet, allerdings konnte er aufgrund einer Schulterverletzung nur 21 Spiele in der NLA bestreiten. In der folgenden NLA-Saison lief es für ihn besser, er erzielte in 51 Spielen 48 Scorerpunkte. Gerade in den Play-outs lief er zu Bestform auf, was er im letzten Spiel der Serie gegen den EHC Basel mit vier Toren belegte. Als die Saison für den Ambrì zu Ende war, bestritt er mit dem EHC Biel das NLB-Finale und die Ligaqualifikation. Zur Saison 2007/08 wechselte Eero Somervuori zum Färjestad BK, mit dem er 2009 die schwedische Meisterschaft gewann. Im Anschluss folgte ein Engagement bei Brynäs IF. Dort war der Finne zwei Spielzeiten als Stammspieler gesetzt, ehe sein Kontrakt nach Ablauf der Saison 2010/11 nicht verlängert wurde. Im Mai 2011 wurde er von Helsingfors IFK verpflichtet, für den er bis zum Ende der Saison 2013/14 in der Liiga spielte.
Ab Juni 2014 stand Somervuori wieder bei Hämeenlinnan Pallokerho (HPK) unter Vertrag, wechselte zwischenzeitlich für wenige Monate zu den Espoo Blues und beendete seine Karriere 2017 nach wenigen Spielen für Rauman Lukko aufgrund einer Verletzung.

## International
Eero Somervuori vertrat sein Heimatland mehrfach bei internationalen Turnieren, u. a. bei der Europameisterschaft der Junioren 1996 und 1997 und bei der Junioren-Weltmeisterschaft 1997, 1998 und 1999.

## Erfolge und Auszeichnungen
- 1997 Finnischer Meister mit Jokerit
- 1998 Bester U-20 Spieler der SM-liiga 1997/98
- 2005 Finnischer Meister mit Kärpät Oulu
- 2006 Spengler-Cup-Gewinn mit dem HC Davos
- 2007 Nationalliga B-Meister mit dem EHC Biel
- 2009 Schwedischer Meister mit Färjestad BK

### International
- 1996 Silbermedaille bei der U18-Junioren-Europameisterschaft
- 1997 Goldmedaille bei der U18-Junioren-Europameisterschaft
- 1998 Goldmedaille bei der Junioren-Weltmeisterschaft
- 1998 All-Star Team der Junioren-Weltmeisterschaft
- 1998 Bester Vorlagengeber der Junioren-Weltmeisterschaft (gemeinsam mit Maxim Balmotschnych, Olli Jokinen und Kamil Piroš)